# Canal Cheong Jagerroos
Canal Cheong Jagerroos (kinesiska: 張彤茹), född 1968, är en kinesisk samtida konstnär. 
Uppvuxen i en konstnärlig familj i Macau, arbetar Cheong Jagerroos främst med abstrakt målning och installationer. Hon bor i Helsingfors i Finland. Hennes verk har ställts ut över hela världen sedan 1980-talet. Medan Cheong Jagerroos är mest känd för sina mer traditionella abstrakta målningar av rispapper i flera lager, är hennes senare verk baserade på konceptuell konst. Hennes konst är präglad av antika metaforiska symboler, tecken och moderna uttryck.
Hennes senaste storskaliga separatutställningar med målningar "Blue and Red Art project" och "Floating Island" med (kalligrafi) textil visades på Salo Art Museum.
Hon delar för tillfället [när?] sin tid på att bo och arbeta mellan Helsingfors, Shanghai, Nice, Berlin och Tokyo.

## Privatliv
Canal Cheong Jagerroos föddes i en konstnärlig familj och växte upp i Macau. Hennes far var konstnär och hennes mor operasångerska. Redan som liten ville hon bli konstnär och lärde sig tidigt traditionell kinesisk målning. Hennes far spelade en betydande roll i hennes konstnärliga utbildning genom att förmedla en stark grund inom traditionell kinesisk konst och dess former.
Hon gifte sig 1991 med finlandssvenske Johan Jägerroos, som hon träffade 1987 när hon studerade vid Guangzhou Academy of Fine Arts i Kina och Jägerroos studerade kinesiska vid Sun Yat-sen University. Tillsammans har de två barn, deras son föddes i Frankrike och dottern i Schweiz. Under de senaste 30 åren har Cheong Jagerroos bott och arbetat i många länder i Asien, Europa och Afrika. De erfarenheter hon har fått från att bo i de kulturellt mångfaldiga städerna Hongkong, Shanghai, Strasbourg, Zürich, Trieste, Dakar och Helsingfors har påverkat hennes professionella arbete.

## Utbildning
Cheong Jagerroos studerade konst vid Guangzhou Academy of Fine Arts. Hon studerade målning, kinesiskt måleri, oljemålning, samtidskonst, konsttillämpning och experimentell konst. Hon avslutade studierna 1989 och återvände till Macau, för att snart återuppta sina konstnärliga studier i Hongkong, studera konst och grafisk design vid Open University of Hongkong i ett år.

## Konstnärlig stil
Cheong Jagerroos skapar målningar med flera lager, teckningar, tecken, symboler, blandteknik samt kalligrafi för att skildra de kumulativa effekterna av urbana förändringar med ett samtida uttryck. Hon kombinerar traditionell kinesisk teknik med gigantiska abstrakta kompositioner. Cheong Jagerroos har bott i både västerländska och östliga städer, vilket präglar hennes konstnärliga verk.
Västerlänningar upptäcker ofta inslagen av kinesiska element, såsom kalligrafi, i hennes verk, men har svårare upptäcka hennes användning av rispapper och kollage. "Hennes unika konstruktiva, dekonstruktiva och rekonstruktiva teknik är i själva verket extremt komplicerad och sofistikerad", kommenterade Crystal Xu, Chief Curator och Manager på Beijing Being 3 Gallery.
Under inflytande av två filosofer, Bada Shanren (1626–1705) och Laozi (530 f.Kr.), finner hon inspiration av att observera naturens lagar och utveckling, de samtida sociala frågorna såväl som att vara äkta för sig själv och till sina egna personliga känslor.

## Offentliga utställningar

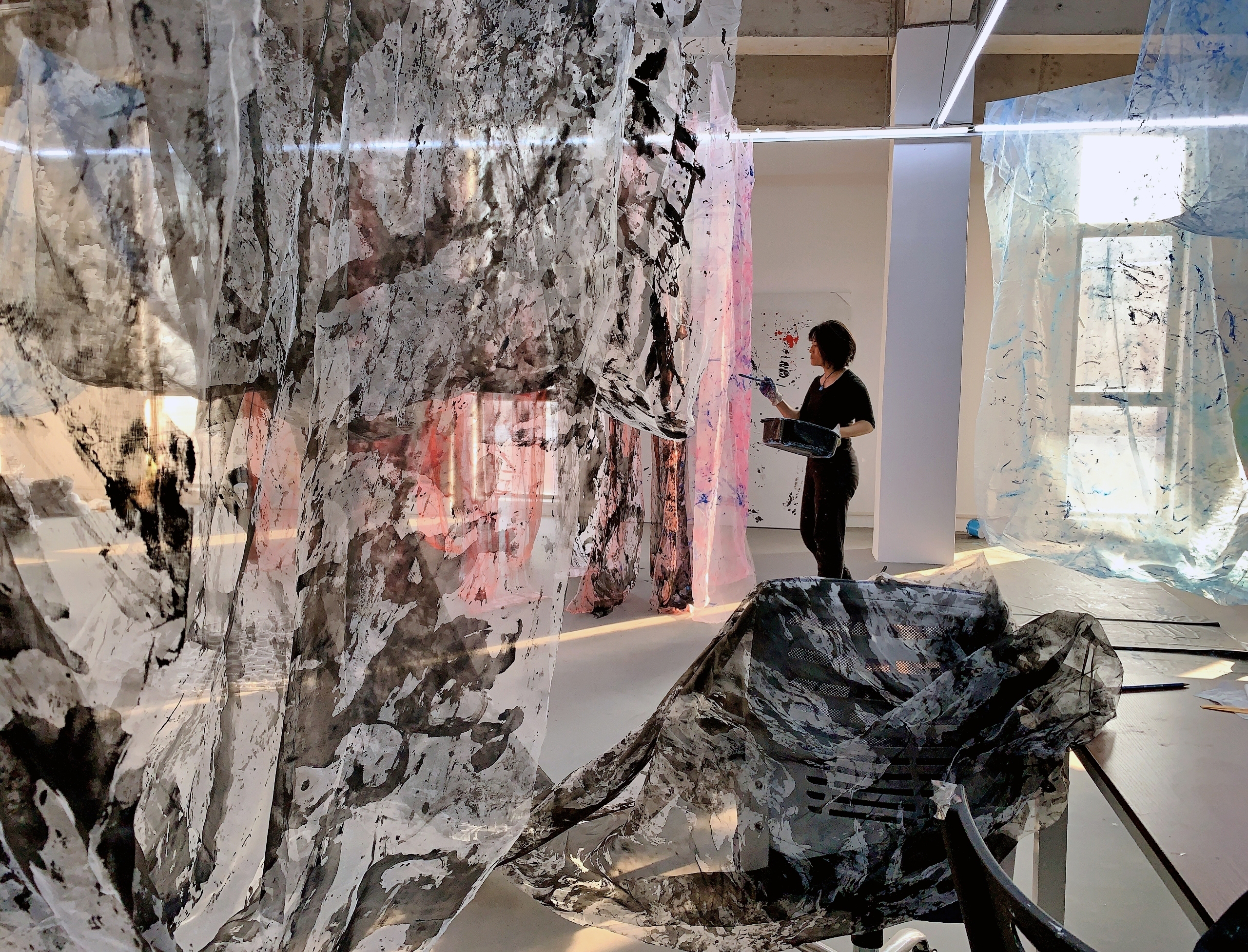
Canal Cheong Jagerroos i hennes studio i Shanghai.

| Land           | Stad        | År               | Utställningstitel                                  | Galleri                           |
| -------------- | ----------- | ---------------- | -------------------------------------------------- | --------------------------------- |
| Kina           | Xian        | 2017             | "Beholders - B&RAP"                                | Xian Art Museum                   |
| Kina           | Peking      | 2018             | "Awaking"                                          | Being 3 Gallery                   |
| Kina           | Macao       | 2014             | "Pure Affection I" (純 觸覚)                       | Rui Cunha Foundation              |
| Kina           | Hong Kong   | 2010             | "Essence of A Girl"                                | Gallery Karin Weber               |
| Finland        | Helsingfors | 2008             | "Realm of Solitude"                                | Galleria Bulevardi 7              |
| Finland        | Helsingfors | 2010             | "Carpe Diem"                                       | Galleria Uusitalo                 |
| Finland        | Helsingfors | 2014             | "Infinity – Boundless"                             | Galleria A_C Gallery              |
| Finland        | Tammerfors  | 2017             | "Inverse Nature Stage II - B&RAP"                  | Finlayson Art Area                |
| Finland        | Salo        | 2018             | "Floating Island – Tower"                          | Salo Art Museum Roundhouse        |
| Finland        | Joensuu     | 2019             | "Undefined Exclusion"                              | Joensuu Art Museum                |
| Finland        | Söderkulla  | 2019             | "Essence of Growth"                                | Gumbostrand Konst & Form          |
| Finland        | Jyväskylä   | 2019             | "Floating Island – Utopia"                         | Jyväskylä Art Museum              |
| Finland        | Punkaharju  | 2020             | "Floating Island – Drifting", "Linear Hope"        | Saimaan Taideluola Art Cave       |
| Finland        | Rovaniemi   | 2020             | "Floating Island-Beyond Arctic", "Extract - B&RAP" | Korundi Rovaniemi Art Museum      |
| Frankrike      | Strasbourg  | 1995, 1999       | "Lover", "Autumn Color"                            | Gallery Sum Qui Sum               |
| Frankrike      | Cannes      | 2013             | "Royaume des Saisons"                              | Galerie Geneviève Marty           |
| Italien        | Trieste     | 2002             | "The Sound of Nature"                              | Galleria Rettori Tribbio          |
| Italien        | Venedig     | 2013             | "Time. Space. Existence."                          | 55th Venice Biennale              |
| Japan          | Chiba       | 2016             | "Three Persons Exhibition" (縁. 市川市館)          | Yoshizawa Garden Gallery          |
| Portugal       | Estoril     | 2013             | "Pure Affection II"                                | Galeria de Arte do Casino Estoril |
| Senegal        | Dakar       | 2004             | "An African Girl"                                  | Dak'art Biennale                  |
| Senegal        | Dakar       | 2004             | "Morning Task"                                     | DWGS Art                          |
| Sverige        | Göteborg    | 2008             | "A Silver Day"                                     | Galeria Viktoria                  |
| Sverige        | Stockholm   | 2011             | "Summerdream"                                      | Galleri Utställningssalongen      |
| Sverige        | Göteborg    | 2012             | "Selective Reality"                                | Galeria Viktoria                  |
| Schweiz        | Zurich      | 1998, 2000, 2001 | "Home", "Seeking for Kingdom", "Evening Party"     | Gallery Arrigo                    |
| Schweiz        | Basel       | 2017             | "Reality of Transcendence - B&RAP"                 | Basel Art Centre                  |
| Storbritannien | London      | 2013             | "Seeking for Inner-Self"                           | Gallery NTG                       |
| USA            | Miami       | 2016             | "Eternal Love"                                     | Tranter Gallery                   |
| USA            | Miami       | 2020             | "Floating Island- Realm of Wonder"                 | Tranter Gallery                   |